# Davanti alla legge (Kafka)
Davanti alla legge (Tedesco: "Vor dem Gesetz") è una parabola contenuta nel romanzo Il Processo (Der Prozess), di Franz Kafka. "Davanti alla legge" in qualità di racconto breve fu pubblicata mentre Kafka era ancora in vita, la prima volta nell'edizione di Capodanno del 1915 del settimanale ebraico indipendente Selbstwehr, poi, nel 1919, fu inserita nella raccolta Ein Landarzt (Un medico di campagna). Il Processo, tuttavia, non fu pubblicato fino al 1925, l'anno successivo alla morte di Kafka.

## Riassunto della trama

### Davanti alla legge
Un uomo di campagna persegue la legge e spera di conquistarla entrando in un portone. Il guardiano del portone dice all'uomo che non può passarvi in quel momento. L'uomo chiede se potrà mai farlo e il guardiano risponde che c'è la possibilità che vi riesca. L'uomo aspetta presso l'entrata per anni, tentando di corrompere il guardiano con i suoi averi; il guardiano accetta le offerte, ma dice all'uomo «Lo accetto solo perché tu non creda di aver trascurato qualcosa». L'uomo non tenta né di ferire, né di uccidere il guardiano per raggiungere la legge, ma attende presso il portone fino a che non sta per morire. Un attimo prima che ciò accada, chiede al guardiano perché, seppure tutti cerchino la legge, nessuno è venuto davanti alla porta in tutti quegli anni. Il guardiano risponde «Nessun altro poteva entrare qui perché questo ingresso era destinato soltanto a te. Ora vado a chiuderlo».
Va notato che in alcune traduzioni inglesi dall'originale testo tedesco, la parola "Legge" viene scritta con l'iniziale in maiuscolo, nell'edizione italiana del 1971, ad esempio, questo non accade; nel caso dell'edizione inglese, si tratta di una scelta stilistica del traduttore, che la opera per far sì che l'attenzione si focalizzi su tutta la varietà di significati che la parola può assumere e non semplicemente sul suo significato giuridico. A questo proposito va ricordato che la parola Gesetz ("legge") nell'originale in tedesco è scritta con l'iniziale in maiuscolo poiché le regole dell'ortografia di tale lingua richiedono che tutti i nomi (i sostantivi) siano così scritti e non sta obbligatoriamente ad indicare un ulteriore significato.

### All'interno dell'operaIl Processo
La parabola è inserita nel Capitolo IX dell'opera. Josef K. deve mostrare la cattedrale ad un importante cliente italiano; quando questi non si presenta K. decide di lasciare la cattedrale, ma viene fermato dal prete, che lo chiama per nome pur non avendolo mai visto prima. Si viene a scoprire che il prete è un impiegato della corte ed egli narra a K. la parabola premettendo che fa parte degli scritti che introducono alla legge. Alla fine del racconto il prete e K. discutono delle possibili interpretazioni della storia, poi K. lascia la cattedrale.

## Significato
Il frammento è un chiaro esempio del tema dell'assurdo nei lavori di Kafka. Inoltre dimostra chiaramente il concetto dell'esistenzialismo, poiché l'uomo di campagna può varcare la soglia solo attraverso un proprio percorso individuale.
Come si è detto la parabola è raccontata nel nono capitolo, quando è ormai chiaro che Josef K. non può adeguatamente difendersi contro le accuse che gli sono state mosse. Josef K. e l'uomo di campagna  si trovano entrambi di fronte ad un sistema che non capiscono, tutte le procedure sembrano essere porte invalicabili e la logica del sistema sfugge a coloro che non sono stati addestrati per comprenderla. Chiunque voglia difendersi non è in grado di farlo.

## Riferimenti in altre opere
Nell'ultimo capitolo dell'opera di J.M. Coetzee Elizabeth Costello, si fa riferimento alla parabola che viene inoltre rielaborata. 
Il saggio di Jacques Derrida dall'omonimo titolo, esamina gli aspetti del metaromanzo all'interno della struttura e del contenuto del racconto di Kafka; il saggio di Derrida comprende la nozione kantiana dell'imperativo categorico, come anche la visione psicoanalitica freudiana dell'opera di Kafka.
Nel film Fuori orario (After Hours) di Martin Scorsese, la conversazione fra Paul e il buttafuori del Club Berlin è parzialmente tratta da Davanti alla legge.